# مومپرونه
مومپرونه (به ایتالیایی: Momperone) یک کومونه در ایتالیا است که در استان آلساندریا واقع شده‌است.

## خصوصیات
مومپرونه ۸٫۶ کیلومترمربع مساحت و ۲۲۵ نفر جمعیت دارد و ۲۷۹ متر بالاتر از سطح دریا واقع شده‌است.